# 片桐夏海
片桐 夏海（かたぎり なつみ、1988年7月6日 -）は山形県出身の日本の柔道家。63kg級の選手。身長は166cm。組み手は右組み。得意技は内股。

## 経歴
柔道は6歳の時に霞城スポーツ少年団で始めた。山形大学附属中学から山形中央高校を経て、2007年には新設された環太平洋大学に進学すると、柔道部の一期生となった。3年の時には都道府県対抗全日本女子柔道大会に岡山県チームの代表で出場して優勝に貢献した。学生体重別の63kg級決勝で仙台大学4年の田中美衣に敗れるも2位となった。4年の時には学生体重別の決勝で同じ大学の1年生である安松春香に敗れた。体重別団体では優勝した。
2011年には久慈東高校の教員になるが、僅か数ヶ月で辞職してコマツの所属になると、実業個人選手権では決勝で淑徳柔道クラブの見沼麻衣子に敗れた。2012年の講道館杯では決勝で三井住友海上の阿部香菜に敗れた。グランドスラム・東京では準々決勝でブラジルのラファエラ・シルバに敗れて5位にとどまった。2013年のヨーロッパオープン・オーバーヴァルトでは3回戦でスロベニアのティナ・トルステニャクを横四方固で破るも、その後敗れて5位に終わった。講道館杯では決勝で桐蔭学園高校1年の嶺井美穂と対戦すると、有効2つを先取されるが小内刈で逆転勝ちして優勝を飾った。2014年の講道館杯では準決勝で嶺井に大外刈で敗れるなどして5位に終わった。実業個人選手権ではこの年から2年連続3位となった。2015年には岡山県にあるオージー技研の柔道部監督に就任した。
2022年現在は母校の環太平洋大学女子柔道部のコーチに就任し、部員の指導にあたっている。

## 主な戦績
- 2009年　- 都道府県対抗全日本女子柔道大会　優勝
- 2009年　- 学生体重別　2位
- 2010年　- 学生体重別　2位
- 2010年　- 体重別団体　優勝
- 2011年　- 実業個人選手権　2位
- 2012年　- 実業個人選手権　3位
- 2012年　- 講道館杯　2位
- 2012年　- グランドスラム・東京　5位
- 2013年　- ヨーロッパオープン・オーバーヴァルト　5位
- 2013年　- 講道館杯　優勝
- 2014年　- 実業個人選手権　3位
- 2014年　- 講道館杯　5位
- 2015年　- 実業個人選手権　3位

(出典、JudoInside.com)